# Campionati mondiali di sollevamento pesi 1973
I Campionati mondiali di sollevamento pesi 1973, 47ª edizione della manifestazione, si svolsero a L'Avana dal 15 al 23 settembre 1973. Furono i primi campionati mondiali a prevedere due esercizi, lo strappo e lo slancio, in seguito all'abolizione della distensione lenta.

## Titoli in palio
| Categoria            | Eventi         | Atleti |
| -------------------- | -------------- | ------ |
| Pesi mosca           | Fino a 52 kg   | 27     |
| Pesi gallo           | Fino a 56 kg   | 20     |
| Pesi piuma           | Fino a 60 kg   | 22     |
| Pesi leggeri         | Fino a 67.5 kg | 24     |
| Pesi medi            | Fino a 75 kg   | 26     |
| Pesi massimi leggeri | Fino a 82.5 kg | 28     |
| Pesi mediomassimi    | Fino a 90 kg   | 21     |
| Pesi massimi         | Fino a 110 kg  | 10     |
| Pesi supermassimi    | Oltre i 110 kg | 11     |

## Nazioni partecipanti
Le nazioni che hanno partecipato ai campionati furono 39 per un totale di 189 atleti partecipanti. Tra questi, la suddivisione continentale è la seguente: 90 atleti europei, 77 americani, 20 asiatici e 2 oceaniani. Tra parentesi i partecipanti per nazione.
- Antille Olandesi (5)
- Argentina (2)
- Australia (2)
- Austria (4)
- Belgio (2)
- Bulgaria (9)
- Canada (8)
- Cecoslovacchia (6)
- Colombia (7)
- Cuba (9)
- Filippine (1)
- Finlandia (2)
- Francia (2)
- Germania Est (6)
- Germania Ovest (4)
- Giamaica (4)
- Giappone (6)
- Grecia (4)
- India (1)
- Indonesia (2)
- Iran (8)
- Israele (5)
- Italia (4)
- Libano (2)
- Messico (4)
- Norvegia (1)
- Panama (8)
- Polonia (9)
- Portogallo (7)
- Regno Unito (8)
- Rep. Dominicana (5)
- Romania (2)
- Spagna  (2)
- Stati Uniti (6)
- Svizzera (2)
- Trinidad e Tobago (3)
- Ungheria (9)
- Unione Sovietica (9)
- Venezuela (9)

## Risultati
Vennero stabiliti sei record mondiali: tre nel totale dell'esercizio, tre nelle specialità singole.
| Evento  | Oro                | Oro      | Argento            | Argento  | Bronzo             | Bronzo   |
| 52 kg   | 52 kg              | 52 kg    | 52 kg              | 52 kg    | 52 kg              | 52 kg    |
| ------- | ------------------ | -------- | ------------------ | -------- | ------------------ | -------- |
| Strappo | Takeshi Horikoshi  | 102,5 kg | Zygmunt Smalcerz   | 100,0 kg | Ion Hortopan       | 100,0 kg |
| Slancio | Mohammad Nassiri   | 140,0 kg | Lajos Szűcs        | 132,5 kg | Zygmunt Smalcerz   | 127,5 kg |
| Totale  | Mohammad Nassiri   | 240,0 kg | Lajos Szűcs        | 230,0 kg | Zygmunt Smalcerz   | 227,5 kg |
| 56 kg   |                    |          |                    |          |                    |          |
| Strappo | Koji Miki          | 117,5 kg | Georgi Todorov     | 112,5 kg | Atanas Kirov       | 110,0 kg |
| Slancio | Atanas Kirov       | 147,5 kg | Georgi Todorov     | 142,5 kg | Karel Prohl        | 142,5 kg |
| Totale  | Atanas Kirov       | 257,5 kg | Georgi Todorov     | 255,0 kg | Koji Miki          | 252,5 kg |
| 60 kg   |                    |          |                    |          |                    |          |
| Strappo | János Benedek      | 122,5 kg | Dito Šanidze       | 120,0 kg | Kurt Pittner       | 115,0 kg |
| Slancio | Norajr Nurikjan    | 152,5 kg | Dito Šanidze       | 152,5 kg | Kazumasa Hirai     | 145,0 kg |
| Totale  | Dito Šanidze       | 272,5 kg | Norajr Nurikjan    | 267,5 kg | Jan Wojnowski      | 257,5 kg |
| 67,5 kg |                    |          |                    |          |                    |          |
| Strappo | Mladen Kučev       | 132,5 kg | Mucharbij Kiržinov | 130,0 kg | Petăr Janev        | 130,0 kg |
| Slancio | Mucharbij Kiržinov | 175,0 kg | Mladen Kučev       | 170,0 kg | Masao Katō         | 165,0 kg |
| Totale  | Mucharbij Kiržinov | 305,0 kg | Mladen Kučev       | 302,5 kg | Petăr Janev        | 292,5 kg |
| 75 kg   |                    |          |                    |          |                    |          |
| Strappo | Nedelčo Kolev      | 147,5 kg | Peter Wenzel       | 140,0 kg | Ondrej Hekel       | 137,5 kg |
| Slancio | Nedelčo Kolev      | 190,0 kg | András Stark       | 177,5 kg | Peter Wenzel       | 177,5 kg |
| Totale  | Nedelčo Kolev      | 337,5 kg | Peter Wenzel       | 317,5 kg | András Stark       | 312,5 kg |
| 82,5 kg |                    |          |                    |          |                    |          |
| Strappo | Leif Jenssen       | 160,0 kg | Vladimir Ryženkov  | 157,5 kg | Frank Zielecke     | 155,0 kg |
| Slancio | Frank Zielecke     | 192,5 kg | Vladimir Ryženkov  | 192,5 kg | Stefan Sochański   | 187,5 kg |
| Totale  | Vladimir Ryženkov  | 350,0 kg | Frank Zielecke     | 347,5 kg | Stefan Sochański   | 332,5 kg |
| 90 kg   |                    |          |                    |          |                    |          |
| Strappo | David Rigert       | 165,0 kg | Andon Nikolov      | 162,5 kg | Peter Petzold      | 160,0 kg |
| Slancio | Vasilij Kolotov    | 202,5 kg | David Rigert       | 200,0 kg | Peter Petzold      | 197,5 kg |
| Totale  | David Rigert       | 365,0 kg | Vasilij Kolotov    | 360,0 kg | Peter Petzold      | 357,5 kg |
| 110 kg  |                    |          |                    |          |                    |          |
| Strappo | Pavel Pervušin     | 170,0 kg | Javier González    | 162,5 kg | Rudolf Strejček    | 157,5 kg |
| Slancio | Pavel Pervušin     | 215,0 kg | Helmut Losch       | 215,0 kg | Javier González    | 200,0 kg |
| Totale  | Pavel Pervušin     | 385,0 kg | Helmut Losch       | 370,0 kg | Javier González    | 362,5 kg |
| +110 kg |                    |          |                    |          |                    |          |
| Strappo | Rudolf Mang        | 180,0 kg | Vasilij Alekseev   | 177,5 kg | Stanislav Batiščev | 175,0 kg |
| Slancio | Vasilij Alekseev   | 225,0 kg | Gerd Bonk          | 222,5 kg | Rudolf Mang        | 220,0 kg |
| Totale  | Vasilij Alekseev   | 402,5 kg | Rudolf Mang        | 400,0 kg | Stanislav Batiščev | 392,5 kg |

## Medagliere

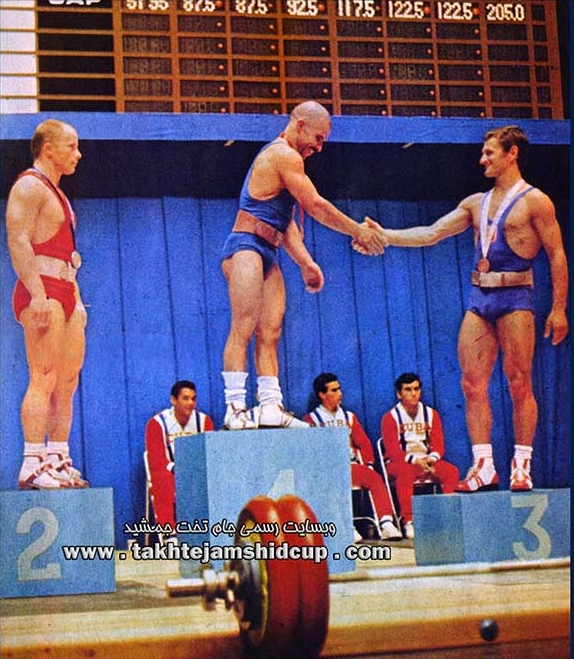
I medagliati dei pesi mosca (52 kg). Da sinistra a destra, Lajos Szűcs, Mohammad Nassiri e Zygmunt Smalcerz.

### Grandi (totale)
Riferito al totale dell'esercizio: 9 nazioni sono entrate nel medagliere.
| Posiz. | Nazione          | Oro | Argento | Bronzo | Totale |
| ------ | ---------------- | --- | ------- | ------ | ------ |
| 1      | Unione Sovietica | 6   | 1       | 1      | 8      |
| 2      | Bulgaria         | 2   | 3       | 1      | 6      |
| 3      | Iran             | 1   | 0       | 0      | 1      |
| 4      | Germania Est     | 0   | 3       | 1      | 4      |
| 5      | Ungheria         | 0   | 1       | 1      | 2      |
| 6      | Germania Ovest   | 0   | 1       | 0      | 1      |
| 7      | Polonia          | 0   | 0       | 3      | 3      |
| 8      | Cuba             | 0   | 0       | 1      | 1      |
| 8      | Giappone         | 0   | 0       | 1      | 1      |
| Totale | Totale           | 9   | 9       | 9      | 27     |

### Grandi (totale) e Piccole (strappo e slancio)
Riferito al totale dell'esercizio e delle due specialità: 13 nazioni sono entrate nel medagliere. 
| Posiz. | Nazione          | Oro | Argento | Bronzo | Totale |
| ------ | ---------------- | --- | ------- | ------ | ------ |
| 1      | Unione Sovietica | 12  | 8       | 2      | 22     |
| 2      | Bulgaria         | 7   | 7       | 3      | 17     |
| 3      | Giappone         | 2   | 0       | 3      | 5      |
| 4      | Iran             | 2   | 0       | 0      | 2      |
| 5      | Germania Est     | 1   | 6       | 5      | 12     |
| 6      | Ungheria         | 1   | 3       | 1      | 5      |
| 7      | Germania Ovest   | 1   | 1       | 1      | 3      |
| 8      | Norvegia         | 1   | 0       | 0      | 1      |
| 9      | Polonia          | 0   | 1       | 5      | 6      |
| 10     | Cuba             | 0   | 1       | 2      | 3      |
| 11     | Cecoslovacchia   | 0   | 0       | 3      | 3      |
| 12     | Austria          | 0   | 0       | 1      | 1      |
| 12     | Romania          | 0   | 0       | 1      | 1      |
| Totale | Totale           | 27  | 27      | 27     | 81     |

## Classifica a squadre
Il sistema di punteggio è basato sui punti distribuiti per l'esercizio totale in base allo schema adottato nel 1973:
| Pos. | Squadra           | Punti |
| ---- | ----------------- | ----- |
| 1    | Unione Sovietica  | 96    |
| 2    | Bulgaria          | 78    |
| 3    | Ungheria          | 50    |
| 4    | Germania Est      | 47    |
| 5    | Polonia           | 38    |
| 6    | Giappone          | 33    |
| 6    | Cuba              | 33    |
| 8    | Cecoslovacchia    | 25    |
| 9    | Iran              | 23    |
| 10   | Germania Ovest    | 20    |
| 11   | Italia            | 10    |
| 12   | Australia         | 9     |
| 12   | Stati Uniti       | 9     |
| 14   | Colombia          | 6     |
| 15   | Romania           | 5     |
| 15   | Finlandia         | 5     |
| 17   | Indonesia         | 4     |
| 18   | Svizzera          | 3     |
| 18   | Messico           | 3     |
| 18   | Canada            | 3     |
| 18   | Regno Unito       | 3     |
| 18   | Austria           | 3     |
| 18   | Grecia            | 3     |
| 24   | Trinidad e Tobago | 2     |
| 24   | Filippine         | 2     |